# Izidório Oliveira
Izidório Correia de Oliveira (Taguatinga, 27 de agosto de 1945 – Uberlândia, 18 de agosto de 2021) foi um político brasileiro.

## Biografia
Foi prefeito de Dianópolis, suplente de deputado federal e deputado estadual constituinte ele teve uma participação importante na construção do Tocantins na Câmara dos Deputados.

Morreu de complicações respiratórias da COVID-19 aos 75 anos